# Thomas Hauser (Skirennläufer)
Thomas Hauser (* 27. Oktober 1953 in Zell am Ziller) ist ein ehemaliger österreichischer Skirennläufer. Der Riesenslalom- und Slalomspezialist wurde vierfacher österreichischer Staatsmeister. Im Skiweltcup erreichte er einen Podestplatz und kam insgesamt 18-mal unter die besten zehn. Seine jüngeren Schwestern Brigitte und Gabi waren ebenfalls Skirennläuferinnen.

## Karriere
Thomas Hauser begann schon früh mit dem Skisport. Er besuchte das Skigymnasium in Stams und absolvierte eine Tischlerlehre. Bereits im Alter von 16 Jahren wurde er Österreichischer Meister im Riesenslalom. 1971 wurde er ins Nationalteam des Österreichischen Skiverbandes aufgenommen. Zunächst startete der Tiroler hauptsächlich im Europacup, in dem er 1972 den zweiten Platz im Slalom von Megève und 1973 die dritten Plätze im Riesenslalom von Innsbruck sowie im Slalom und im Riesenslalom von Zwiesel belegte. 1972 wurde er Österreichischer Meister im Slalom.
Die ersten Punkte im Weltcup holte Hauser am 15. Jänner 1973 mit Platz sechs im Riesenslalom am Chuenisbärgli in Adelboden. Zwei Monate später belegte er den fünften Rang im Riesenslalom von Anchorage. Am 16. Dezember 1973 erreichte er zum ersten und einzigen Mal einen Weltcup-Podestplatz. Im Riesenslalom von Saalbach-Hinterglemm belegte er hinter dem Überraschungssieger Hubert Berchtold den zweiten Platz. Im Jänner 1974 kam er in den Slaloms von Wengen und Kitzbühel unter die besten zehn und gelangte damit auch in die Mannschaft für die Weltmeisterschaften in St. Moritz. Dort wurde aber dem im Slalom schwächeren Franz Klammer sein Startplatz überlassen, um diesem eine Teilnahme an der Kombination zu ermöglichen.
In der Saison 1974/75 kam Hauser insgesamt sechsmal unter die schnellsten sechs. Bestes Ergebnis war der vierte Platz im Riesenslalom von Adelboden. Damit belegte er im Riesenslalomweltcup den siebenten Rang. Im Europacup gewann er den Riesenslalom von Tignes und er wurde 1975 zum dritten Mal Österreichischer Meister in dieser Disziplin. Auch in der folgenden Weltcupsaison kam der Tiroler fünfmal unter die besten sechs. Im Riesenslalom qualifizierte er sich für die Olympischen Winterspiele 1976 in Innsbruck, schied dort aber bereits im ersten Durchgang aus.
Im Winter 1976/77 erreichte Hauser keine Weltcuppunkte. Danach beendete er seine Karriere, weil er wegen gesundheitlicher Probleme seines Vaters den elterlichen Tischlereibetrieb übernehmen musste.

## Sportliche Erfolge

### Weltcup
- Saison 1973/74: 9. Riesenslalom
- Saison 1974/75: 7. Riesenslalom
- Ein Podestplatz, weitere achtmal unter den besten fünf

### Europacup
- Ein Sieg (Riesenslalom in Tignes 1975), einmal Zweiter, dreimal Dritter

### Österreichische Meisterschaften
Vierfacher österreichischer Meister:
- Riesenslalom 1970, 1974 und 1975
- Slalom 1972